# Im Krapfenwald’l
Im Krapfenwald’l ist eine Polka francaise von Johann Strauss Sohn (op. 336). Das Werk wurde am 6. September 1869 in Pawlowsk in Russland erstmals aufgeführt.